# Była sobie dziewczyna (film)
Była sobie dziewczyna (ang. An Education) – brytyjski dramat filmowy w reżyserii Lone Scherfig. Obraz został oparty na autobiograficznych wspomnieniach brytyjskiej dziennikarki Lynn Barber.
Film miał premierę podczas Sundance Film Festival 18 stycznia 2009 roku.

## Obsada
- Carey Mulligan jako Jenny Mellor
- Peter Sarsgaard jako David Goldman
- Dominic Cooper jako Danny
- Rosamund Pike jako Helen, dziewczyna Danny’ego
- Emma Thompson jako pani Walters
- Olivia Williams jako panna Stubbs
- Alfred Molina jako Jack Mellor, ojciec Jenny
- Cara Seymour jako Marjorie Mellor, matka Jenny
- Sally Hawkins jako Sarah
- Amanda Fairbank Hynes jako Hattie
- Ellie Kendrick jako Tina

## Nagrody i nominacje
Oscary 2010
- nominacja: najlepszy film – Finola Dwyer i Amanda Posey[2]
- nominacja: najlepsza aktorka pierwszoplanowa – Carey Mulligan[2]
- nominacja: najlepszy scenariusz adaptowany – Nick Hornby[2]

63. ceremonia wręczenia nagród Brytyjskiej Akademii Filmowej
- najlepsza aktorka pierwszoplanowa – Carey Mulligan
- nominacja: najlepszy film – Finola Dwyer i Amanda Posey
- nominacja: najlepszy film brytyjski – Finola Dwyer, Amanda Posey, Lone Scherfig i Nick Hornby
- nominacja: najlepszy reżyser – Lone Scherfig
- nominacja: najlepszy scenariusz adaptowany – Nick Hornby
- nominacja: najlepszy aktor drugoplanowy – Alfred Molina
- nominacja: najlepsze kostiumy – Odile Dicks-Mireaux
- nominacja: najlepsza charakteryzacja – Elizabeth Yianni-Georgiou

British Independent Film Awards 2009
- najlepsza aktorka – Carey Mulligan
- nominacja: najlepszy niezależny film roku
- nominacja: najlepsza aktorka drugoplanowa – Rosamund Pike
- nominacja: najlepszy aktor drugoplanowy – Alfred Molina
- nominacja: najlepszy reżyser – Lone Scherfig
- nominacja: najlepszy scenariusz – Nick Hornby

Złote Globy 2009
- nominacja: najlepsza aktorka w filmie dramatycznym – Carey Mulligan

Nagroda Satelita 2009
- nominacja: najlepszy film dramatyczny
- nominacja: najlepszy reżyser – Lone Scherfig
- nominacja: najlepszy scenariusz – Nick Hornby
- nominacja: najlepsza aktorka w filmie dramatycznym – Carey Mulligan
- nominacja: najlepszy aktor drugoplanowy – Alfred Molina

Independent Spirit Awards 2009
- najlepszy film zagraniczny – Lone Scherfig

Nagroda Gildii Aktorów Filmowych 2009
- nominacja: najlepsza aktorka pierwszoplanowa – Carey Mulligan
- nominacja: najlepsza obsada filmowa